# Antífanes Caristi
Antífanes Caristi (en llatí Antiphanes Carystius, en grec antic Ἀντιφάνης) fou un poeta tràgic grec. L'esmenta Eudòxia Macrembolitissa que l'assenyala com a poeta còmic erròniament. Va ser contemporani de Thespis, segons diu Suides.